# 地雷探知ロボット
地雷探知ロボット（じらいたんちロボット）は、地雷の探知を目的としたロボット。

## 背景
世界中には大量の地雷が戦争の終結後も残されており、復興の妨げになっている。地雷による犠牲者は、79％が一般市民、18％が軍人、3％が地雷処理技術者である。従来は人手によって探知、処理しているが、完全に処理を完了するまで1100年かかるとの試算もあり、地雷探知ロボットを用いた作業の効率化が求められている。

## 行程
探知
埋設されている可能性のある地域を調査して金属探知機や爆発物探知機で埋設されている場所を特定する。
位置特定
位置を特定したら印を付ける。
処理
小型の爆発物で爆破処理する。

## 探知方法
それぞれの方法に一長一短があるため、複数の方法を組み合わせることによって検出精度が向上する。
地中レーダ
電磁波、超音波を利用した地中レーダで埋設物を検出する。
金属探知機
金属探知機で埋設された金属を検出するが非金属性地雷には効果が無く、金属探知機から発せられる交流磁場に反応する処理防止装置を備える地雷には対策が必要。
中性子捕獲ガンマ(γ)線分析
中性子を照射して爆薬に含まれる窒素原子からのスペクトルを検出する。装置が大型で持ち運びが困難。
核四重極共鳴
核四重極共鳴を利用して窒素原子からのスペクトルを検出する装置が大型で持ち運びが困難で微弱な電磁波を捉えるため、外部の電磁雑音の影響を受けやすい。
イオン易動度分光
イオン易動度分光測定式探知器で爆発物固有の揮発性有機化合物を検出する。誤認識の事例が報告されている。
抗原抗体反応
抗原抗体反応を利用して爆発物固有の揮発性有機化合物を検出する。

## 地雷除去ロボット
地雷除去ロボット（DMR、Demining Robot(英語版)）の分野では世界市場の80％をクロアチアの「DOK-ING(英語版)」社のロボットが占める。
日本の東京工業大学がGryphon-Vを開発し、カンボジアやクロアチアでテストされている。このロボットは地雷センサーアームを使い、遠隔操作で地雷を除去する。また、IOS株式会社のDMRはカンボジアで使用され、空気圧で掘削し、作業効率を2.26倍に改善したと報告されている。
このほか、小松製作所やアスラテック社などの日本企業が開発に力を入れている。

### Gryphon-V
東京工業大学の広瀬茂男教授が開発したGryphon-Vは、地雷探知・除去を目的としたロボットで、2008年に製作された。このロボットはバギー車に搭載され、地雷センサーアームを備え、地雷原の端から遠隔操作で地雷を探知・除去する。カンボジアやクロアチアでの実証実験が行われ、危険な作業を減らすための技術として注目されている。

### DMR（Demining Robot）
日本のスタートアップ企業IOS株式会社が開発したDMRは、カンボジアの地雷除去作業を支援するためのロボットで、遠隔操作が可能。空気圧を使用して掘削を行い、軽量で組立・分解が容易な設計となっている。斜面でも使用可能で、さまざまな土壌タイプでのテストでは、手作業に比べ2.26倍の効率改善が確認されている。2021年12月にカンボジアのCMAC（Cambodia Mine Action Centre）テストフィールドで最終試験が行われ、以降も開発が続けられている。
また、DMRは地雷除去後の土地の有効活用のためのカシューナッツ生産も視野に入れており、60以上の地雷汚染国での展開を目指している。
NHKの報道による追加情報
2022年11月中旬から運用開始され、2m長のロボットで作業アームを備え、15mの距離から操作可能。空気圧を利用した掘削技術（元々は樹木の手入れ技術）を応用し、3日間で1つの不発弾と1つの地雷を発見した。作業時間を短縮し、危険を軽減する効果が報告されている。今後はカンボジアで200台の規模拡大を目指し、55カ国での利用も視野に入れている。

## 地雷探知ドローン
国際的な取り組みとして、Mine Kafon Drone（英: Mine Kafon Drone(英語版)）はオランダで開発され、2つのドローン（MK MantaとMK Destiny）で地形マッピングと地雷探知を行う。10年以内に世界の地雷を除去する目標で、クラウドファンディングで資金を集めている。

### Mine Kafon Drone
Mine Kafon Droneは、オランダのMine Kafon Labが開発した地雷探知ドローンシステムで、アフガニスタン出身のMassoud Hassaniによって主導されている。2011年に始まったプロジェクトは、最初は風力で動く地雷探知機「Mine Kafon Ball」から始まり、メディアや国際コンペで注目を集めた。その後、ドローンによる空からの探知にシフトし、MK Manta（マッピング用）とMK Destiny（探知用）の2つのドローンで構成される。
MK Mantaは地形を3Dマッピングし、MK Destinyは金属探知機で地雷を検出し、GPSで位置をマークする。このシステムは、世界中の地雷を10年以内に除去することを目指しており、クラウドファンディングで資金を集めている。オランダ国防省の支援を受け、プロトタイプとフィールドテストが行われている。

### 日本のドローン開発動向
防衛省も民生ドローンを活用した地雷探知技術の研究開発を始めている。センシング技術を用いて上空から地雷を探知し、自衛隊員の危険を軽減することを目指している。また、災害派遣での火山灰に埋もれた被害者捜索などへの応用も視野に入れている。